# Luiz Pereira Bueno
Luiz Pereira Bueno (São Paulo, 16 de janeiro de 1937 — Atibaia, 8 de fevereiro de 2011) foi um piloto brasileiro de formula 1.

## Biografia
Luiz começou sua carreira em 1958 e brilhou em provas de turismo no Brasil, com conquistas como as Mil Milhas Brasileiras de 1967. Teve seu ápice nos anos 1970, quando fundou e integrou a equipe Hollywood, que fez sucesso no país.
Em 1964, foi um dos pilotos do Desafio 50 mil quilômetros no Autódromo de Interlagos.
Em 1972 pilotou um carro de F-1 pela primeira vez, ainda que alugado, pela equipe March, no Brasil, em prova que não valeu para o campeonato. Na temporada seguinte voltou a correr em casa, desta vez pela Surtees.
Luiz Pereira Bueno morreu na manhã do dia 8 de fevereiro de 2011 em Atibaia, interior de São Paulo, vítima de um câncer no pulmão detectado no início de 2010. "Luizinho" ou "Peroba", como era chamado, tinha 74 anos.